# World Anti-Doping Agency
World Anti-Doping Agency (engelska, förkortat WADA) eller Agence mondiale antidopage (franska, förkortat AMA), "Världens antidopningsbyrå" är en världsomspännande organisation. Den har det övergripande ansvaret inom idrotten att utarbeta dopningslistan över förbjudna preparat och metoder och det enda ackrediterande organet för dopninglaboratorier. WADA arbetar med förebyggande samt arbetar aktivt med anti-doping inom idrotten. De största resurserna inom WADA läggs på forskning, och antalet tester har ökat markant.

## Verksamhet
WADC (Världsanti-dopingkoden, World Anti-doping code) är den kod/regelverk som WADA står för. Samtliga idrotter och länder som är anslutna till WADA skall följa koden. WADC har utarbetats i en process som är unik för idrotten – med hundratals yttranden från både idrottsorganisationer och regeringar på varje nytt utkast till WADC. På en världskonferens i mars 2003 fastställdes den första giltiga versionen och till OS i Aten 2004 var varje tävlande nation tvungen att skriva under koden för att få delta.
Förutom att idrottsvärlden fått gemensamma regler har WADC också lett till nationernas regering världen över enats om att utarbeta en internationell dopingkonvention i Unescos regi, som stödjer idrottens arbete enligt WADC. WADC är ett skydd både för idrottarna och idrotten, rättssäkerheten förstärks och enigheten gör det svårare för idrottare att fuska. Idrotten har under WADA:s regelverk stärkt sin kamp mot användandet av otillåtna medel inom idrotten.

## Historik
WADA bildades den 10 november 1999 i Lausanne i Schweiz. På ett möte i Estland den 21 augusti 2001 beslöts att förlägga WADA:s huvudkontor till Montréal i Kanada.

### Det ryska avslöjande 2016
I juli 2016 publicerade WADA juridikprofessorn Richard McLarens rapport angående dopning i Ryssland. Där avslöjades statsstödd dopning och sammanlagt positiva dopningsprov från sammanlagt 577 idrottare som inte rapporterades vidare till internationell nivå. FSB, den ryska säkerhetstjänsten, var enligt rapporten delaktig i att undanröja dopningsbevis. En mängd dopningsavslöjanden inom rysk friidrott hade redan tidigare medfört att Ryssland stängts av från 2016 års olympiska friidrottstävlingar. Den systematiska dopningen – och undanhållandet av dopningsbevis – även inom andra idrotter ledde till att WADA:s styrelse 18 juli rekommenderade IOK att stänga av Ryssland från allt deltagande i årets olympiska tävlande.